# Menglon
Menglon är en kommun i departementet Drôme i regionen Auvergne-Rhône-Alpes i sydöstra Frankrike. Kommunen ligger i kantonen Châtillon-en-Diois som tillhör arrondissementet Die. År 2022 hade Menglon 538 invånare.

## Befolkningsutveckling
Antalet invånare i kommunen Menglon
Referens:INSEE